# Уест Енд
Уест Енд (на английски: West End of London, пълно име Уест Енд ъф Лондон) е квартал в централната част на Лондон (макар че означава „западен край“). Там е съсредоточена голяма част от културните средища на града. Основните атракции са множеството театри.